# Chasné-sur-Illet

Chasné-sur-Illet este o comună în departamentul Ille-et-Vilaine, Franța. În 1 ianuarie 2022 avea o populație de 1.702 de locuitori.